# История почты и почтовых марок Сент-Китса и Невиса
История почты и почтовых марок Сент-Китса и Невиса описывает развитие почтовой связи на островах Сент-Китс и Невис, расположенных в группе Подветренных островов, в колониальный период и после обретения независимости в 1983 году. Сент-Китс и Невис входят в число стран, объединённых в рамках Всемирного почтового союза (ВПС; с 1988). За почтовое обслуживание в этом островном государстве отвечает компания St. Kitts & Nevis Postal Services.

## Развитие почты
История почты на островах берёт свое начало с момента возникновения здесь колонии Великобритании в 1625 году. Собственно почтовая служба начала функционировать здесь с 1858 года. Первоначально, в 1858—1870 годах, на островах в почтовом обращении находились марки Великобритании. С 1861 года на острове Невис и с 1870 года на острове Сент-Кристофер (Сент-Китс) стали употреблять собственные почтовые марки, которые выходили соответственно до 1883 и 1888 года. В 1890 году были заменены марками Подветренных островов, которые имели хождение до 1903 года.
С 1903 года Сент-Кристофер и Невис составляли округ британской колонии Подветренные острова, а в 1952 году образовали расширенный округ Сент-Кристофер-Невис-Ангилья.
В 1958—1962 годах острова находились в составе Федерации Вест-Индии. 27 февраля 1967 года округ получил статус ассоциированного государства, но 23 июня 1980 года были созданы отдельные почтовые администрации: одна — для Сент-Китса, другая — для Невиса. Наконец, 18 сентября 1983 года было провозглашена независимая Федерация Сент-Китс и Невис, которая c 11 января 1988 года является полноправным членом ВПС. Официальным почтовым оператором в стране выступает компания St. Kitts & Nevis Postal Services'.

## Выпуски почтовых марок

### Первые марки
Первые собственные почтовые марки, предназначенные одновременно для территории островов Сент-Китс и Невис, появились в колониальный период — в 1903 году. На этих первых марках был использован сюжет, посвящённый открытию островов Колумбом, и было помещено новое название колонии: англ. St. KITTS—NEVIS («Сент-Киттс—Невис»)[≡].

### Последующие эмиссии
Издание общих выпусков Сент-Китса и Невиса, параллельно с марками Подветренных островов, осуществлялось в период с 1903 года до 1951 года. На оригинальных марках этого периода встречаются надписи: «St Kitts—Nevis» («Сент-Киттс—Невис»); «Postage & Revenue» («Почтовый и гербовый сбор»). Всего в указанный период было эмитировано 98 почтовых марок.
В 1923 году появились первые памятные марки, регулярный выпуск которых был налажен с 1961 года. Первый почтовый блок был издан в 1973 году в ознаменование 70-летия первых марок Сент-Китса и Невиса.
С 1952 года на выпускаемых почтовых марках присутствовала надпись: «Saint Christopher, Nevis, Anguilla», «St. Christopher, Nevis and Anguilla» («Сент-Кристофер, Невис и Ангилья»). Это было вызвано присоединением острова Ангилья к островам Сент-Кристофер и Невис и образованием соответствующего округа («президентства») британской колонии Подветренные острова и продолжалось до 1980 года, хотя остров Ангилья вышел из состава колонии в 1976 году. В этот же период на оригинальных марках встречаются надписи: «Postage & Revenue» («Почтовый и гербовый сбор»); «The West Indies Federation» («Федерация Вест-Индии»); при этом всего было выпущено 54 почтовые марки.
После создания отдельных почтовых ведомств в 1980 году для каждого острова производилась эмиссия собственных марок, несмотря на то, что обе территории оставались единым государством.

## Другие виды почтовых марок

### Военно-налоговые
В 1916 году были изданы военно-налоговые марки посредством надпечатки «War tax» («Военный налог»), которая наносилась на гербовые марки. В 1918 году на военно-налоговых марках производилась надпечатка: «War stamp» («Военная марка»).

### Почтово-гербовые
Известны четыре почтово-гербовых марки Сент-Китса и Невиса, когда острова находились под колониальным управлением.

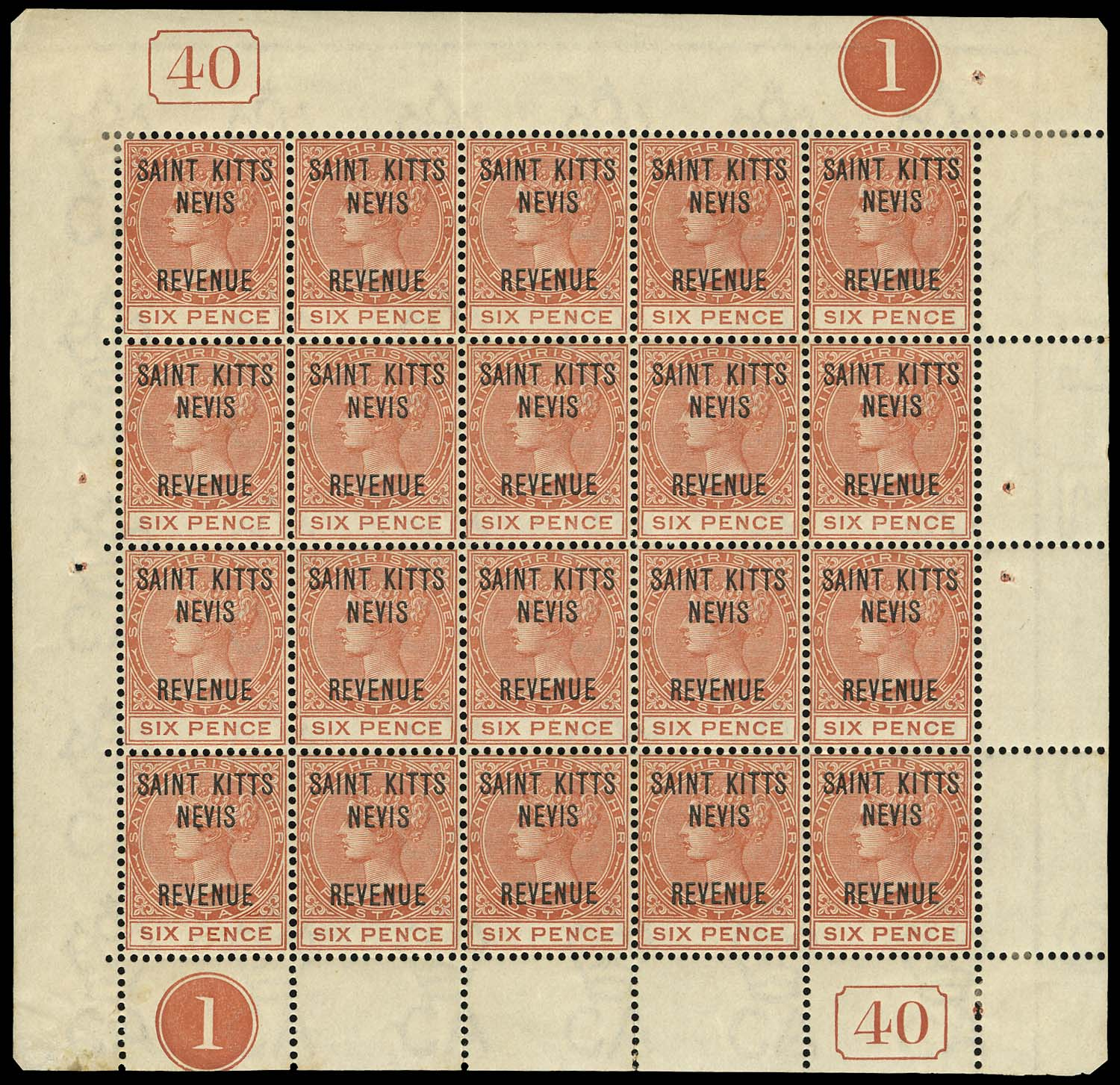
Лист гербовых марок британской колонии Сент-Китс и Невис 1885 года, которые использовались также в качестве почтовых

### Служебные
В 1980 году в почтовое обращение поступили служебные марки.

## Интересные факты
На протяжении 70 лет XX века, с 1903 по 1973 год, на марках Сент-Китса и Невиса можно было встретить изображение Xристофора Колумба, который смотрит в подзорную трубу, хотя последняя была изобретена только через сто с лишним лет после открытия островов Колумбом в 1493 году:

, 1920, 1938